# Шаров, Юрий Дмитриевич
Юрий Дмитриевич Шаров (22 апреля 1939, Саратов — 12 декабря 2021, Саратов) — советский фехтовальщик. Заслуженный мастер спорта СССР (1964), чемпион Олимпийских игр. Почётный гражданин Саратовской области.

## Биография
Спортом начал заниматься в ДЮСШ гороно (плавание). Фехтованием занялся в 1953 году в ДЮСШ-2 у тренера Н. Егиной. Победитель юношеского чемпионата СССР ([1955). Окончил Смоленский ГИФК (1962), преподаватель. Член КПСС с 1971 года. Работал преподавателем (1960-е) и заведующим кафедрой (1984—1987) физкультуры в СПИ, директором ДСШ, тренером сборной России. Подготовил 12 мастеров спорта. Заслуженный работник физической культуры России (1997). Работал в саратовском спортклубе «Буревестник».
Умер 12 декабря 2021 года в городе Саратове.

## Спортивная карьера
Выступал за «Буревестник» (Саратов). Заслуженный мастер спорта (1964). В сборную команду СССР входил с 1964 по 1972 год. Чемпион Олимпийских игр 1964 года в командном первенстве по фехтованию на рапирах. Чемпион мира 1964, 1965, 1966 и 1969 годов в командном первенстве. Серебряный призёр Олимпийских игр 1968 года и чемпион мира 1967 года в командных соревнованиях. Бронзовый призёр чемпионата мира 1971 года. В составе команды обладатель Кубка Европы 1969 и 1970 годов. Чемпион СССР 1964 года. Победитель соревнований на Кубок СССР 1969 года.

## Награды
- Мастер спорта СССР (1958)
- Заслуженный мастер спорта СССР (1964)
- Мастер спорта СССР международного класса (1965)
- Заслуженный работник физической культуры Российской Федерации (1997)
- Почётный гражданин Саратовской области (2016)
- Почётная грамота Саратовской областной Думы (2004)[5]